# Cladosporium rutae
Cladosporium rutae är en svampart som först beskrevs av T.M. Achundov, och fick sitt nu gällande namn av U. Braun 1998. Cladosporium rutae ingår i släktet Cladosporium och familjen Davidiellaceae.   Inga underarter finns listade i Catalogue of Life.